# Cádizský záliv

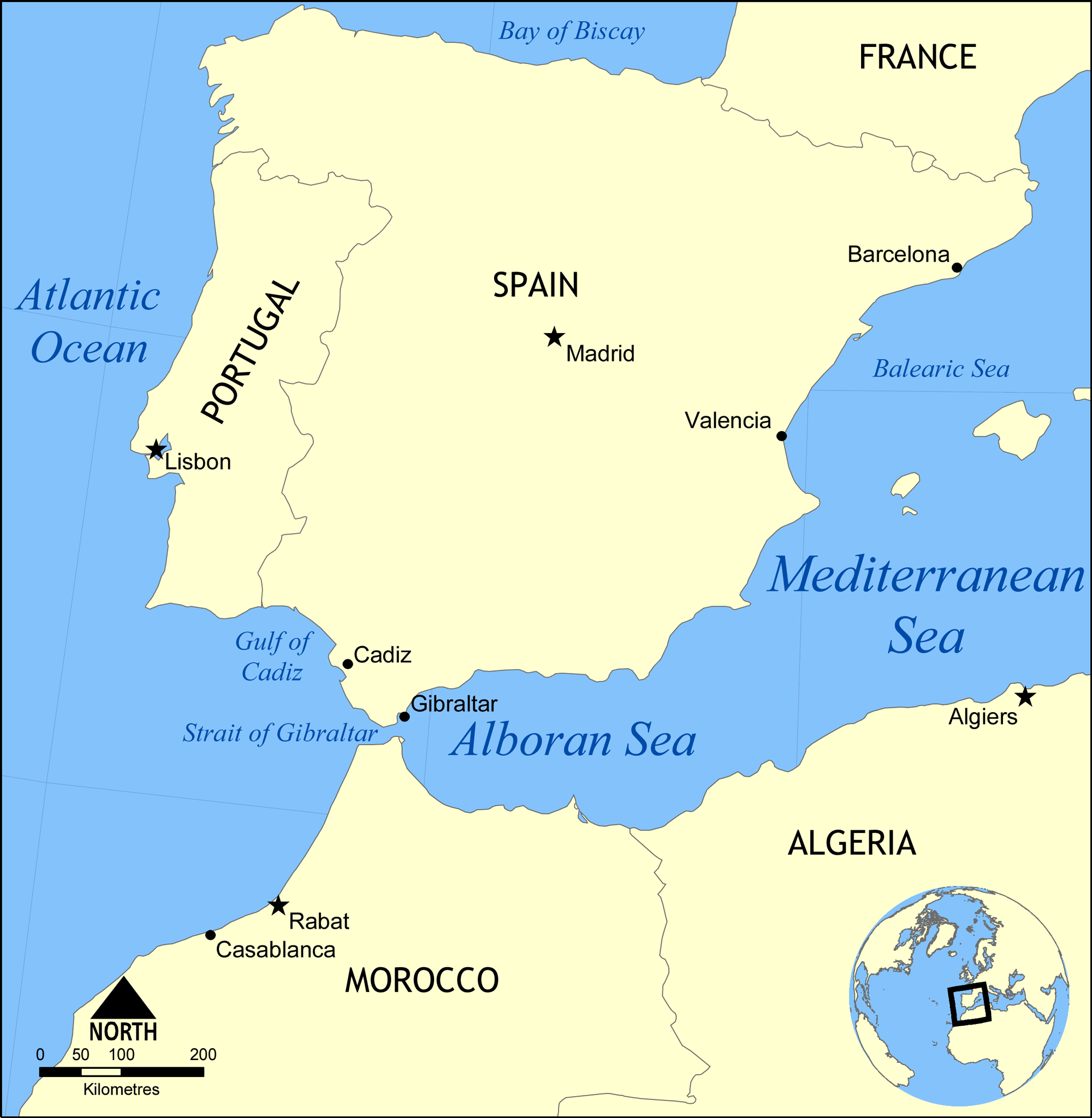
Mapa

Cádizský záliv (španělsky Golfo de Cádiz) je záliv Atlantského oceánu na jihozápadním pobřeží Pyrenejského poloostrova. Je pojmenován po přístavním městě Cádiz, dalšími významnými sídly na pobřeží jsou Huelva, El Puerto de Santa María, Tavira a Olhão. Záliv je široký 280 km a ohraničují ho mys Santa Maria a mys Trafalgar. Maximální hloubka dosahuje 100 metrů. Do zálivu se vlévají řeky Guadalquivir, Guadiana, Odiel, Tinto, Piedras a Guadalete. V bažinatém ústí Guadalquiviru se nachází národní park Doñana. Na pobřeží leží rekreační oblast Costa de la Luz. V roce 2015 byl v Cádizu otevřen Most Ústavy 1812, dlouhý přes tři kilometry. V Matalascañas se nachází významný maják. V zálivu se nacházejí podmořské bahenní sopky a je zde častá seizmická aktivita. Provozuje se těžba zemního plynu a rybolov (tuňák obecný, sardel obecná, jazyk klínotvarý). Vzhledem k významu zálivu pro mořskou dopravu leží na dně mnoho ztroskotaných lodí.